# Migración del clan Cortiñas de Galicia de 2014

Galicia.

La migración del clan Cortiñas de Galicia de 2014 se refiere a la salida del territorio de la comunidad autónoma de Galicia –España– en febrero de 2014 de casi un centenar de personas del clan gitano Cortiñas, vinculadas en primer o segundo grado de parentesco al tronco familiar de José Luis Cortiñas Romero.

## Historia

### Inicio
El domingo 23 de febrero de 2014 fue denunciada en la Comandancia de la Guardia Civil de Pontevedra la desaparición de María Luisa Jiménez Jiménez, de 37 años de edad y natural del municipio pontevedrés de Poyo. La mujer había tenido problemas de posibles malos tratos con su pareja, José Luis Cortiñas Romero, residentes en Lugo, y ella había optado tiempo antes por establecerse con sus hijos en casa de su madre en el municipio pontevedrés de Vilaboa. María Luisa Jiménez pertenecía al clan gitano de Montoya Jiménez, también llamado Los Paulos, integrado por entre 15.000 y 16.000 personas establecidas principalmente en Pontevedra y La Coruña.
El 24 de febrero de 2014 su esposo, del clan gitano Cortiñas, confesó haber asesinado a la mujer, que estaba embarazada. El cuerpo de María Luisa Jiménez Jiménez fue hallado cerca del aeropuerto de Santiago de Compostela el 25 de febrero. Por el temor a una venganza inmediata entre clanes gitanos, el cadáver fue custodiado hasta el hospital de Lugo por nueve furgones de la Guardia Civil. Se hizo uso también de una Unidad Especial de la Policía Nacional en previsión de posibles enfrentamientos entre los dos clanes de etnia gitana. Cortiñas Romero ingresó en la cárcel de Monterroso, permaneciendo en todo momento bajo vigilancia para evitar que fuera agredido. El conflicto entre ambos grupos cuenta con varios antecedentes: los clanes Montoya Jiménez y los Cortiñas del poblad lucense de O Carqueixo ya habían protagonizado enfrentamientos violentos en 2005, en los que murió un miembro del segundo clan.
Ese mismo día 25 de febrero, la Sociedad Gitana en Galicia, emitió un comunicado por el que se expulsaba a los Cortiñas de Galicia para «evitar baños de sangre». Según la Sociedad Gitana gallega, el consejo de ancianos –institución sociocultural gitana– es el que había determinado esta resolución, conforme «con la ley gitana». El número de personas afectadas se encontraría entre el medio centenar y más de 70 personas. Los miembros del clan Cortiñas vivían en los alrededores de Vigo, Santiago y La Coruña, destacando su presencia en torno a Lugo. Tras la súbita migración se dirigieron hacia localidades de Castilla y León próximas a la frontera gallega.

### Desarrollo
El día 26 se produjo el entierro de la mujer asesinada, en lo que persistía el ambiente de tensión y las medidas de seguridad en torno al hecho. La Sociedad Gitana en Galicia decretó 10 días de luto oficial, y el Ayuntamiento de Lugo 3 días de luto oficial, mientras Eva Vera, delegada en Galicia de la Fundación Secretariado Gitano, manifestó su confianza en que no se produjeran represalias. En Vilaboa y otras localidades de la provincia de Pontevedra se organizaron concentraciones ciudadanas de repulsa contra el crimen. El alcalde de Poyo, Luciano Sobral, también se manifestó sobre lo ocurrido. Por su parte, el subdelegado del Gobierno en Pontevedra, Antonio Coello, afirmó que «el destierro no existe en nuestra Constitución» –refiriéndose a la Constitución española de 1978–, pero respetaba «la medida interna de un colectivo». El subdelegado del Gobierno en Lugo, Ramón Carballo informó que la extensa familia Cortiñas había abandonado la ciudad y la provincia de Lugo para evitar venganzas.
El anterior enfrentamiento de mayor importancia en España entre linajes de apellidos (en este caso, no gitanos) se produjo en torno a la llamada masacre de Puerto Hurraco en 1990.